# Coloconger cadenati
Coloconger cadenati är en fiskart som beskrevs av Kanazawa, 1961. Coloconger cadenati ingår i släktet Coloconger och familjen Colocongridae. Inga underarter finns listade i Catalogue of Life.